# Représentations diplomatiques du Belize

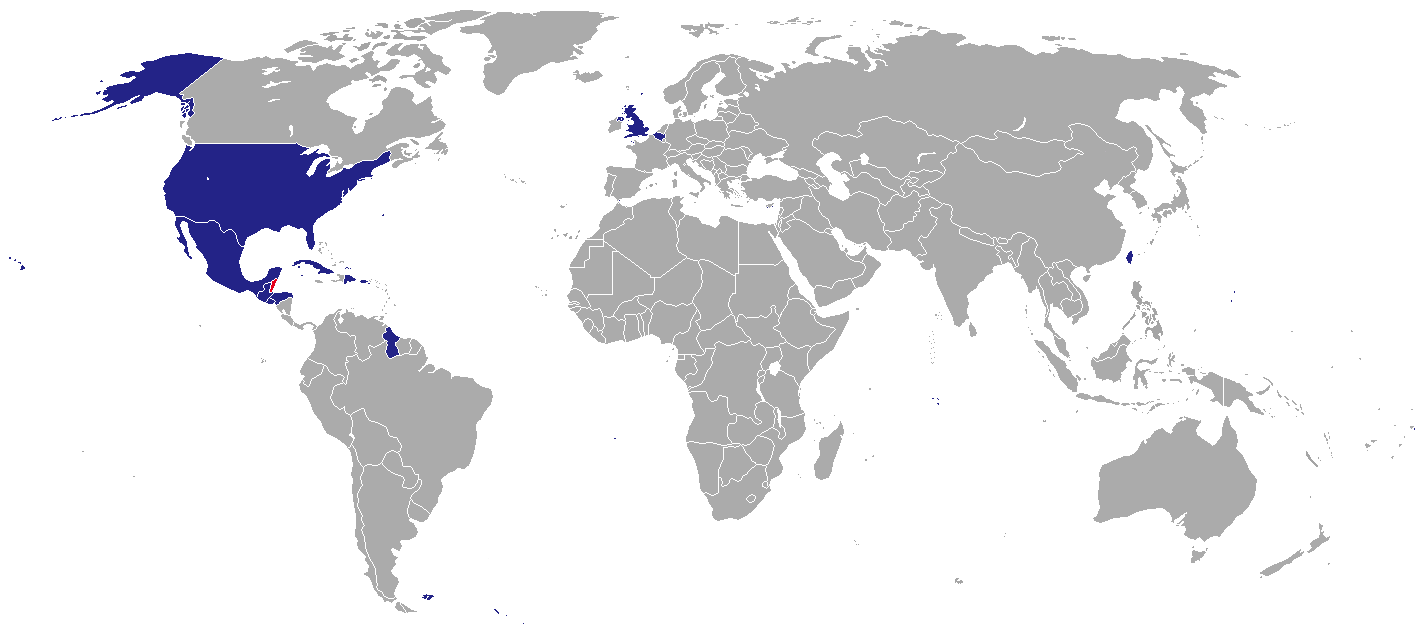
Carte des représentations diplomatiques du Belize.

Ceci est une liste des représentations diplomatiques du Belize, à l'exclusion des consulats honoraires. Le Belize est un pays d'Amérique centrale limitrophe du Mexique et du Guatemala. 

## Amérique
- Cuba
  - La Havane (ambassade)
- États-Unis
  - Washington (ambassade)
  - Los Angeles (consulat général)
- Guatemala
  - Guatemala (ambassade)
- Guyana
  - Georgetown (haut commissariat)
- Honduras
  - Tegucigalpa (ambassade)
- Mexique
  - Mexico (ambassade)
- République dominicaine
  - Saint-Domingue (ambassade)
- Salvador
  - San Salvador (ambassade)

## Asie
- Taïwan
  - Taipei (ambassade)

## Europe
- Belgique
  - Bruxelles (ambassade)
- Italie
  - Milan (consulat général)
- Royaume-Uni
  - Londres (haut commissariat)
- Vatican
  - Rome (ambassade)[note 1]

## Organisations internationales
- ONU
  - New York (mission permanente)
- Organisation des Nations unies pour le développement industriel
  - Vienne (mission permanente)
- UNESCO
  - Paris (mission permanente)
- Union européenne
  - Bruxelles (mission)
- Organisation des États américains
  - Washington (mission permanente)

## Galerie

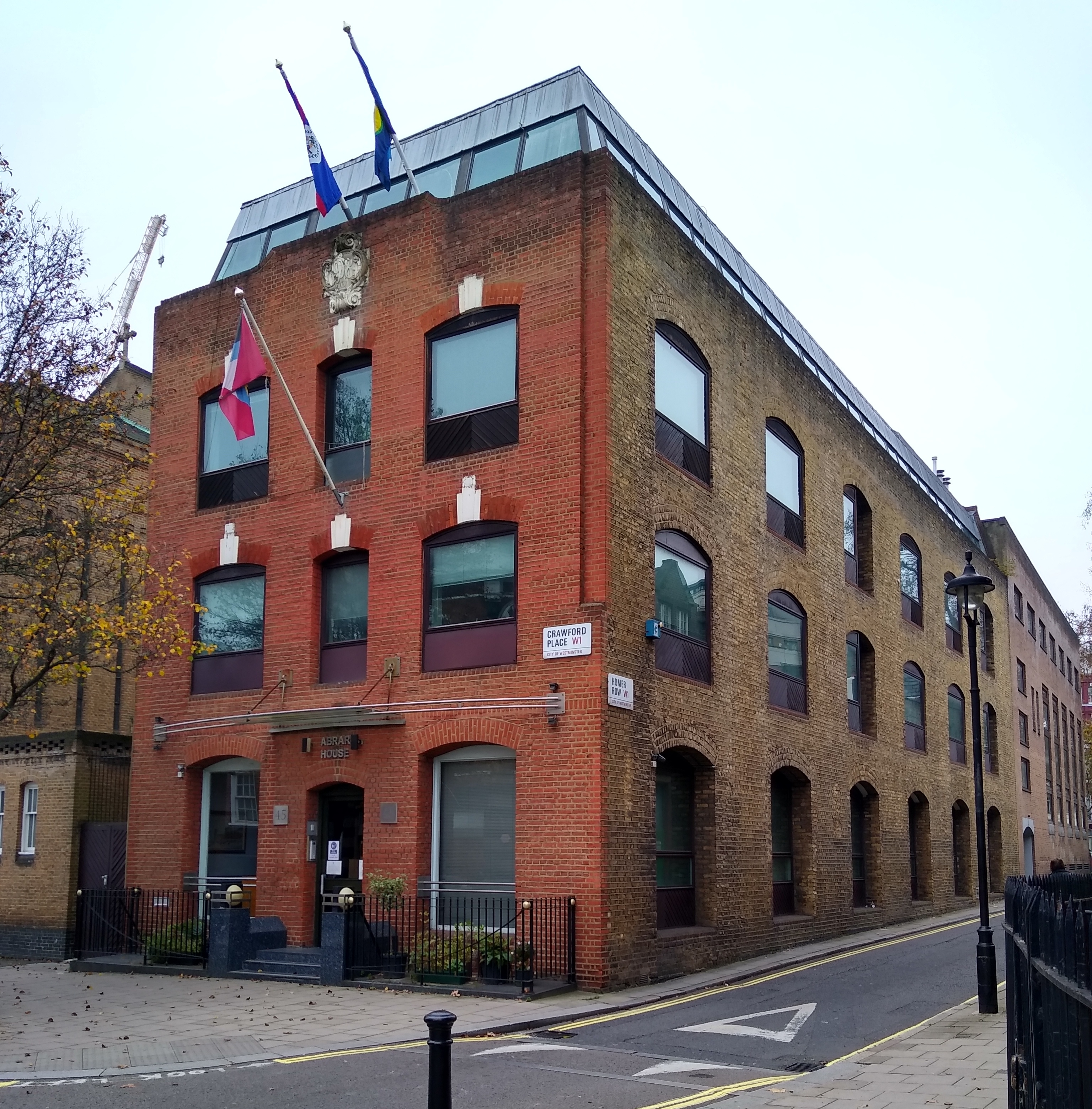
Haut commissariat à Londres.
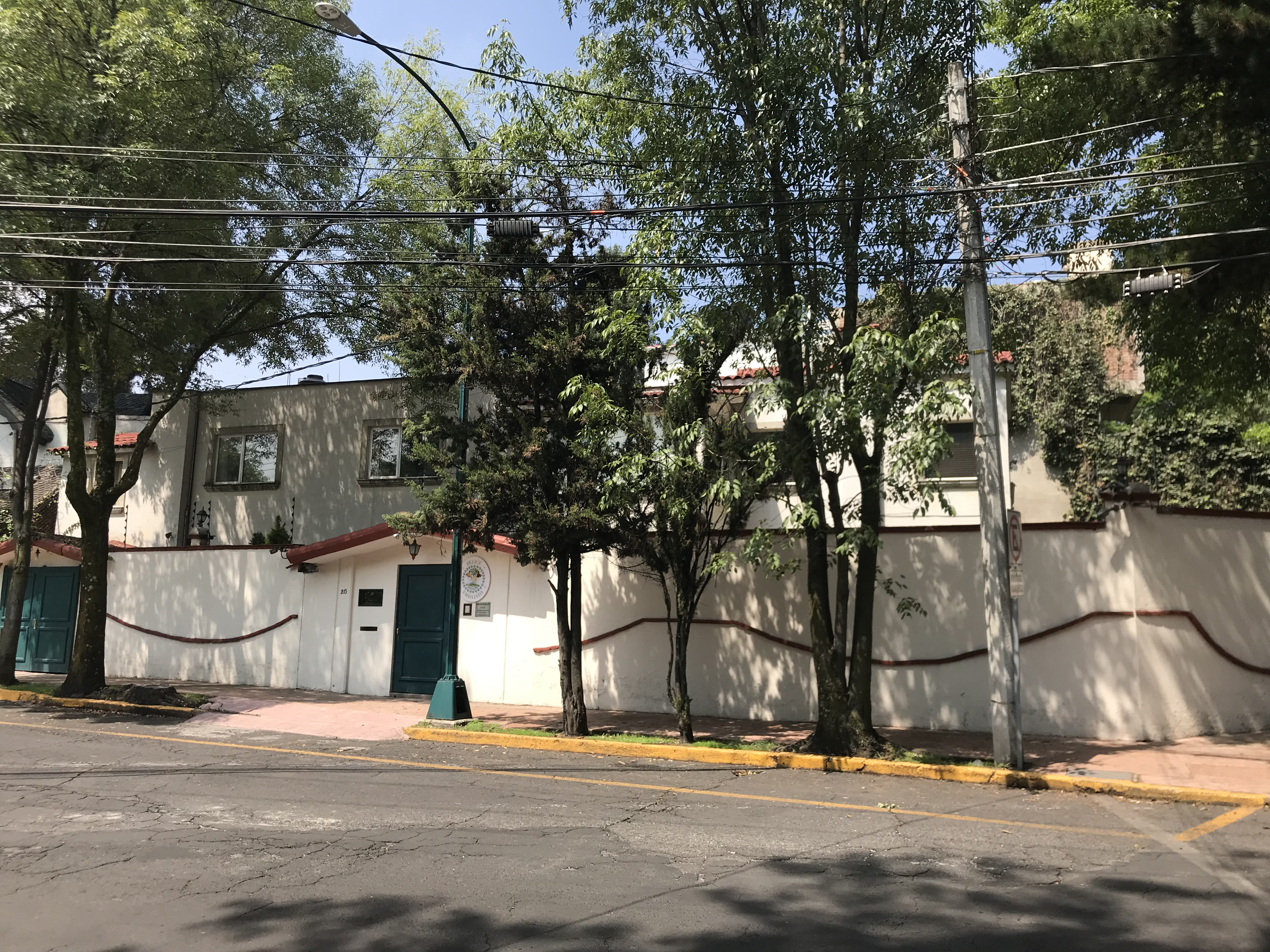
Ambassade à Mexico.
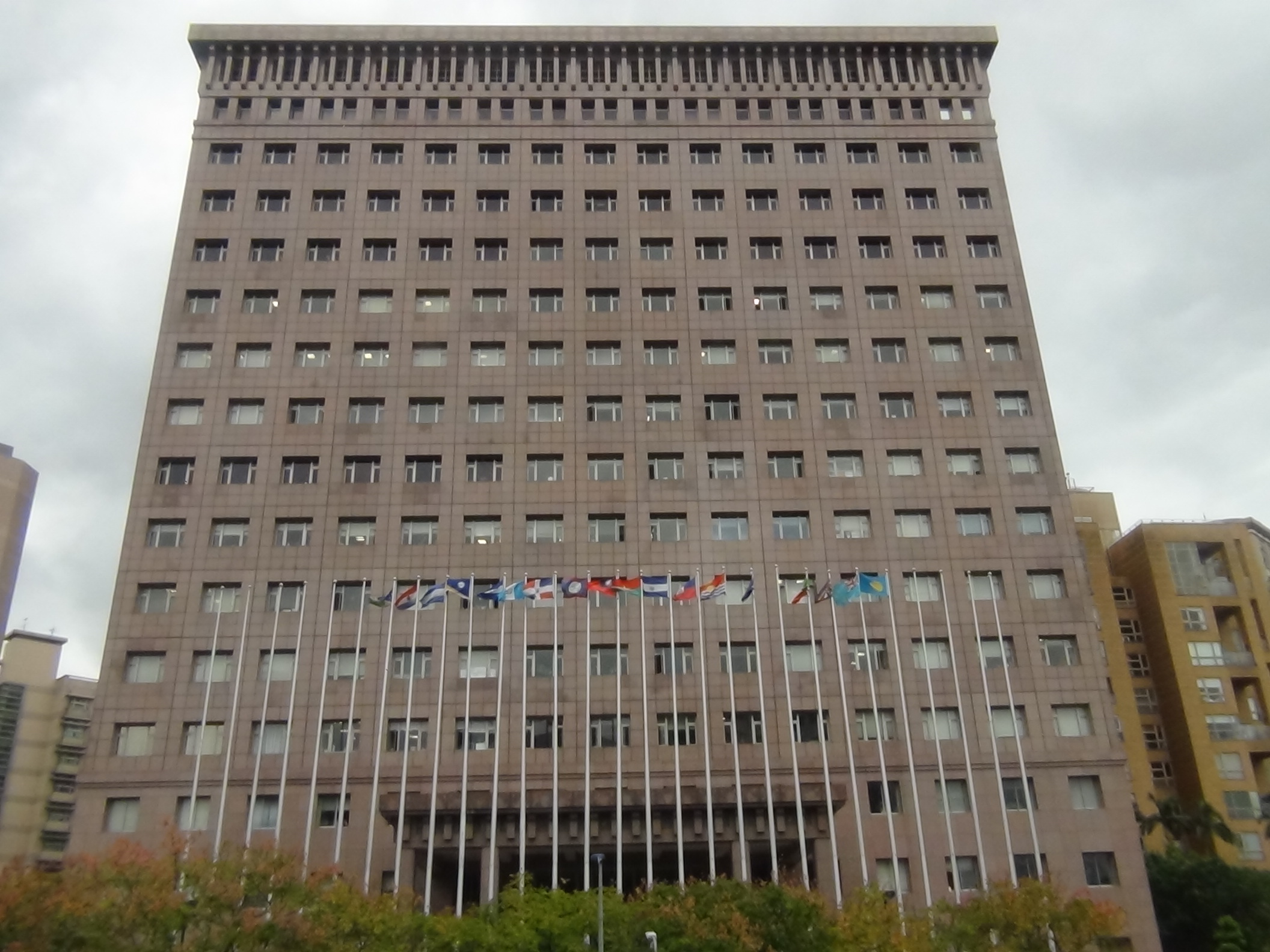
Bâtiment abritant l'ambassade à Taipei.
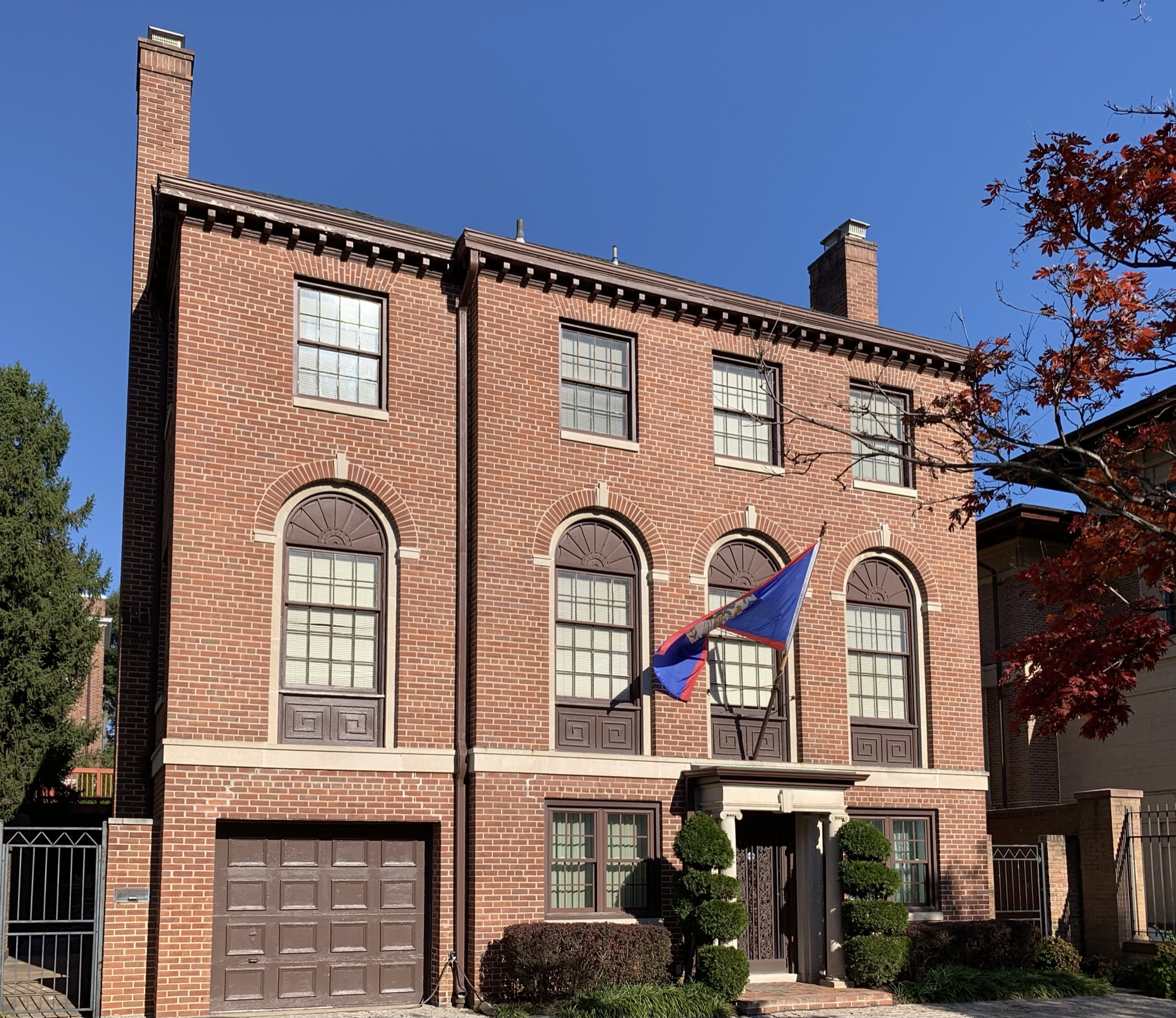
Ambassade à Washington.